# Alcázar del Rey
Alcázar del Rey település Spanyolországban, Cuenca tartományban. Alcázar del Rey Campos del Paraíso, Paredes, Spain, Vellisca, Rozalén del Monte és Uclés községekkel határos. Lakosainak száma 167 fő (2024).

## Népesség
A település lakosságának változását az alábbi diagram mutatja:
| Lakosok száma | 244  | 220  | 224  | 217  | 200  | 150  | 159  | 152  | 128  | 167  |
|               | 2001 | 2004 | 2006 | 2009 | 2011 | 2014 | 2016 | 2019 | 2021 | 2024 |